# Lebjaž'e (Oblast' di Kirov)
Lebjaž'e (in russo Лебя́жье?) è un insediamento di tipo urbano della Russia europea centrale, situato nella oblast' di Kirov; è il capoluogo del rajon Lebjažskij.